# Feminnem
Feminnem ist eine kroatisch-bosnische Girlgroup. Sie vertrat Bosnien und Herzegowina beim Eurovision Song Contest 2005 und Kroatien beim Eurovision Song Contest 2010. Ihr Name ist eine Anspielung auf den Rapper Eminem.

## Geschichte

### Gründung
Die Band bestand bei ihrer Gründung 2004 aus Ivana Marić (* 12. November 1982 in Čapljina, Bosnien-Herzegowina), Neda Parmać (* 28. April 1985 in Kardeljevo, heute Ploče, Kroatien) und Pamela Ramljak (* 24. Dezember 1979 in Čapljina, Bosnien-Herzegowina), die alle an der Show Hrvatski Idol, einer Adaption von Pop Idol, teilnahmen. Ihr erster Hit war Volim te, mrzim te. 2007 verließ Ivana Marić die Gruppe, sie wurde durch Nikol Bulat ersetzt. Auch sie verließ die Band, so dass 2009 Nika Antolos (* 1989 in Rijeka, Kroatien) einstieg.

### Teilnahmen am Eurovision Song Contest
2005 gewann Feminnem die Vorentscheidung zum Eurovision Song Contest in Bosnien-Herzegowina mit dem Lied Zovi. Beim Eurovision Song Contest 2005 in Kiew wurde der Beitrag auf Englisch unter dem Titel Call Me gesungen, er belegte den 14. Platz.
2007 nahm die Gruppe am kroatischen Festival Dora mit dem Lied Navika teil, belegte dort aber nur den neunten Platz. 2009 nahmen sie erneut teil, Poljupci u boji belegte den dritten Platz. Die dritte Teilnahme brachte schließlich den Erfolg: Mit Lako je sve gewann Feminnem die Dora und vertrat somit Kroatien beim Eurovision Song Contest 2010 in Bærum bei Oslo. Diese Teilnahme endete jedoch im zweiten Halbfinale am 27. Mai.

## Diskografie

### Alben
- 2005: Feminnem Show
- 2010: Lako je sve

### Kompilationen
- 2010: Baš nam je dobro

### Singles
- 2004: Volim te, mrzim te
- 2005: Call Me
- 2005: Zovi
- 2005: Reci nešto, al' ne šuti više
- 2006: 2 srca 1 ljubav
- 2007: Navika
- 2008: Chanel 5 (Sample von Kenan Doğulu – Çakkıdı)
- 2008: Ovisna
- 2009: Poljupci u boji
- 2009: Oye, oye, oye (mit Alex Manga)
- 2009: Sve što ostaje
- 2010: Lako je sve
- 2010: Baš mi je dobro
- 2011: Sve što ti nisam znala dati
- 2011: Subota bez tebe
- 2022: Zajedno
- 2022: Ima Li Nas Sutra
- 2023: Trending (mit Alejuandro Buendija)
- 2023: Tri Slatke Riječi Te